# توموکی ایکموتو
توموکی ایکموتو (انگلیسی: Tomoki Ikemoto؛ زادهٔ ۲۷ مارس ۱۹۸۵) بازیکن فوتبال اهل ژاپن است.
از باشگاه‌هایی که در آن بازی کرده‌است می‌توان به باشگاه فوتبال ماتسوموتو یاماگا و باشگاه فوتبال کاشیوا ریسول اشاره کرد.